# Alexandra Braun Waldeck
Alexandra Braun Waldeck (Caracas, 19 maggio 1983) è una modella venezuelana, vincitrice del concorso Miss Terra 2005.
Cresciuta a Caracas, Braun ha ottenuto una laurea con lode in Marketing e pubblicità. La Braun ha entrambi i genitori di origini tedesche, figli di emigrati in seguito alla seconda guerra mondiale.
Nel 2005 Alexandra Braun ha partecipato al concorso di bellezza Miss Venezuela. Pur piazzandosi al quarto posto, in rappresentanza della Nueva Esparta, la Braun è stata selezionata per rappresentare il Venezuela al concorso Miss Terra, tenuto a Manila, nelle Filippine. Il 23 ottobre 2005 Alexandra Braun è stata incoronata Miss Terra, battendo le circa ottanta concorrenti del concorso provenienti da tutto il mondo. Ha inoltre vinto il titolo di Best in Swimsuit. È stata la prima donna venezuelana ad ottenere il titolo, ed ha reso il Venezuela la seconda nazione dopo il Brasile ad aver vinto tutti e quattro i concorsi di bellezza più importanti (Miss Terra, Miss Universo, Miss Mondo e Miss International).
Braun ha incoronato la sua succeditrice, Hil Hernández, nel corso del concorso Miss Terra 2006, svoltosi il 26 novembre 2006 presso il Museo nazionale di Manila. La rappresentante venezuelana, Marianne Puglia, è stata incoronata Miss Fuoco, equivalente del quarto posto.